# Pedro Ruiz Malo de Molina
Pedro Ruiz Malo de Molina. (Valdepeñas de Jaén, 1576 – Alcalá de Henares,1612). Universitario y teólogo giennense. Rector de la Universidad de Alcalá (histórica), en 1600, 1601 y 1605. Amigo y protector de Bartolomé Jiménez Patón

## Biografía
Era hijo de Pedro Ruiz Malo de Molina (el mozo) y de Ana Gutiérrez de Pancorbo, naturales de Valdepeñas de Jaén. Fueron sus hermanas María y Baltasara Malo de Molina. Pasó con seguridad, los primeros años de su vida en Valdepeñas de Jaén, donde recibió las primeras nociones de escritura, lectura y manejo del latín (muy probablemente en la escuela parroquial). Pronto, en 1591 con quince años, ingresó en la Facultad de Artes de la Universidad de Alcalá. Tras dos años de estudio obtuvo el título de bachiller en artes en 1593 y el de maestro en 1596. De allí pasó como colegial al Colegio de la Madre de Dios, de teólogos, donde emprendió estudios y llegó a doctorarse hacia 1602.
Ingresó como colegial en el Colegio Mayor de San Ildefonso de Alcalá el 3 de octubre de 1598. Ingreso que realizó seguramente bajo el auspicio de los hermanos Bartolomé y Francisco Fernández, naturales de Valdepeñas de Jaén, que ocupaban el cargo de capellanes del Colegio Mayor de San Ildefonso. Miembros también, y junto a Ruiz Malo y otros, de un “partido” universitario integrado por andaluces y que se venía verificando en aumento desde el final de la guerra de las comunidades de Castilla. La existencia de ese grupo se verifica por el paulatino y exponencial aumento de las matrículas de personajes provenientes del sur, y que hicieron carrera universitaria en las aulas cisnerianas.
Durante su vida en el colegio Mayor de San Ildefonso ocupó en tres ocasiones el cargo de Rector de la Universidad de Alcalá, en el año 1600, en 1601, y en 1605. Años de los que se conservan sus distintas acciones al frente de la cámara rectoral, y su intervención en diversas consultas en materia espiritual de Felipe II de las que fue objeto la Universidad y el claustro de doctores, o la aprobación del libro de su amigo y protegido Bartolomé Jiménez Patón, El Perfecto Predicador. Obra que se imprimió en Baeza en 1605, con amplia difusión y que se convirtió en manual famoso para la predicación y la elocuencia sagrada, con diversas rediciones. 
Ruiz Malo de Molina debió de fallecer antes del 6 de junio de 1612, año en que sus acreedores reclamaban distintas sumas de dinero a su padre, mediante escritura notarial firmada por el rector complutense y don Diego Fernández de Alarcón, del Consejo de su Majestad. A su muerte donaba diversos ornamentos y obras de arte a la Iglesia Parroquial de Santiago Apóstol, de Valdepeñas de Jaén, donde se conservaban hasta 1936.